# 缙云三窝蛛
缙云三窝蛛（学名：Trilacuna jinyun）一种于中国重庆市北碚区缙云山发现的蜘蛛，隶属于卵形蛛科三窝蛛属。

## 鉴别特征
缙云三窝蛛与四面山三窝蛛（Trilacuna simianshan）相似，但其雄性插入器后侧面具有一旗状、宽的骨质化突起，雌性生殖沟中央有一矩形结构。